# Raphaël Domjan
Raphaël Domjan, né le 19 janvier 1972 à Neuchâtel, est un explorateur et conférencier suisse.
Il a initié et réalisé le premier tour du monde à l'énergie solaire entre septembre 2010 et mai 2012 à bord du catamaran MS PlanetSolar. Il réalise en 2015 la première navigation solaire polaire dans l'Océan Arctique. Il est fondateur et pilote du projet SolarStratos, premier avion solaire stratosphérique. En août 2020 il réalise le premier saut d'un avion électrique et la première chute libre solaire. Raphaël Domjan est pilote, alpiniste, plongeur et parachutiste.
Il est membre de l'Explorer Club de New-York ainsi que de la Société des Explorateurs Français.

## Biographie
Raphaël Domjan naît le 19 janvier 1972 à Neuchâtel, en Suisse. En 2001, il cofonde avec son frère Alexis Domjan et Patrick Gerard un ami d'enfance la Société Horus Networks Sàrl, premier hébergeur internet solaire au monde.
En 2005, Raphaël Domjan lance son projet de premier tour du monde à l'énergie solaire. Il fonde en 2007, la Fondation PlanetSolar. Le catamaran PlanetSolar est construit en Allemagne entre 2008 et 2010, soutenu avec l'entrepreneur et pionnier de l'énergie solaire Immo Stroeher.

En 2007, il participe entre la Martinique et l’île Dominique à l’expédition du SUN21, premier bateau solaire à traverser l'atlantique à l'énergie solaire. Il participe également à la traversée des États-Unis nord/sud avec Louis Palmer à bord du SolarTaxi, une voiture solaire et électrique.

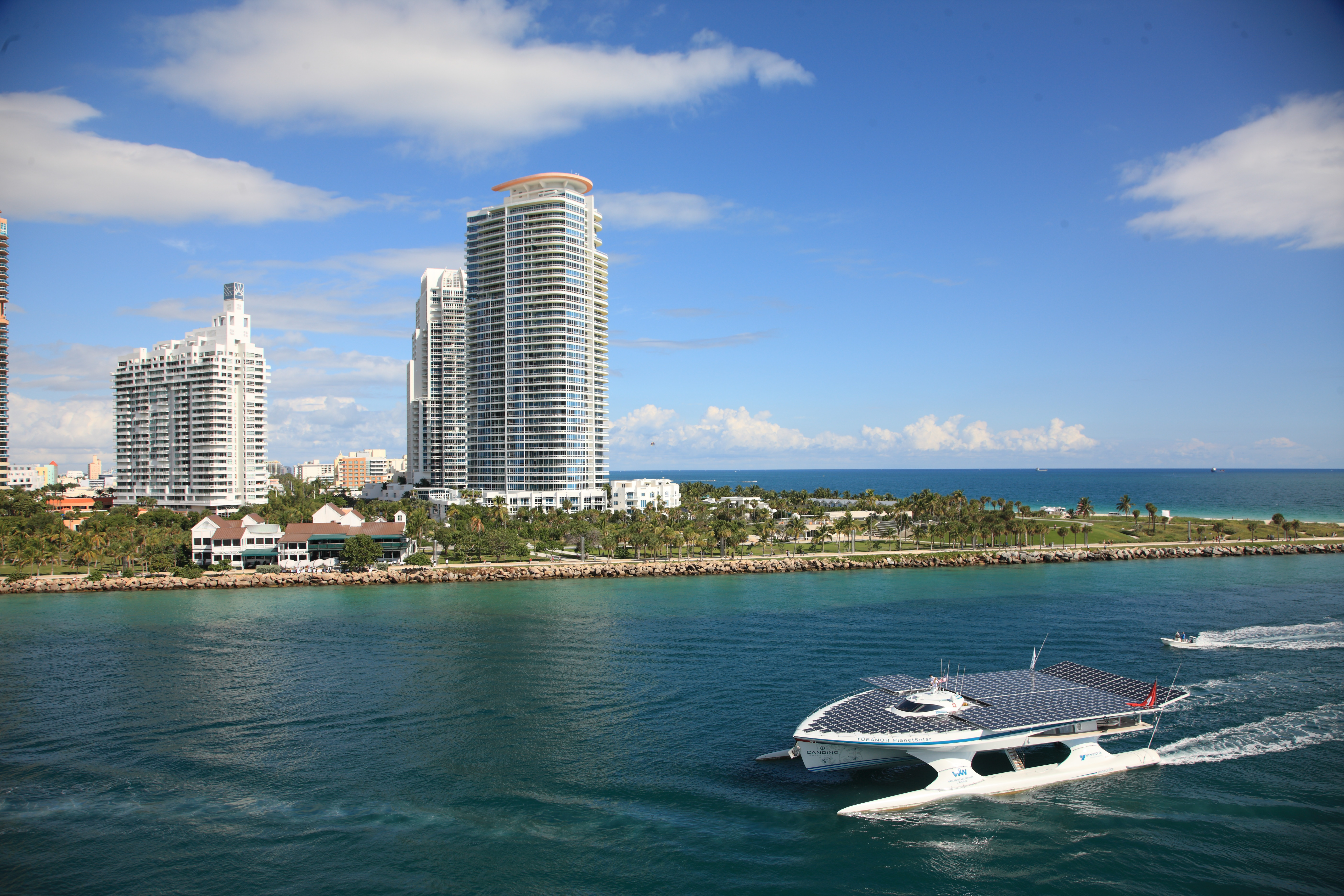
PlanetSolar à Miami

Entre 2010 et 2012, il effectue le premier tour du monde à l'énergie solaire à bord de PlanetSolar en tant que chef d'expédition,. Parti le 27 septembre 2010 de Monaco, le PlanetSolar et son équipage a suivi une route proche de l'Équateur. Après avoir traversé l'océan Atlantique, le canal de Panama, l'océan Pacifique, l'océan Indien, le Canal de Suez et la Méditerranée, le bateau a rallié Monaco le 4 mai 2012 à 14h12 (12h12 UTC) après 585 jours de navigation et 60 006 km parcourus. Le PlanetSolar réalise plusieurs records : premier tour du monde à l'énergie solaire, premier tour du monde en bateau solaire, première traversé de l'océan Indien et de la mer Rouge à l'énergie solaire. PlanetSolar est aussi le plus grand bateau solaire du monde, et est le véhicule solaire ayant parcouru la plus grande distance (60 023 km). 
Dès 2012, Raphaël Domjan devient conférencier professionnel et membre de la Global Speaker Association. Il donne depuis lors des conférences relatant son tour du monde et expliquant les raisons qui le poussent à pratiquer « l'écologie expérimentale ».
En 2014, il lance la mission SolarStratos qui a pour objectif d'atteindre la stratosphère avec un avion solaire d'ici 2024. Il s'agit d'un avion solaire biplace construit par Calin Gologan et conçu pour atteindre la stratosphère à plus de 18 000 mètres, altitude jamais atteinte avec un avion à propulsion classique.
En 2015, en compagnie de la navigatrice Anne Quéméré, il tente de réaliser la première traversée du passage du Nord-Ouest en kayak propulsé à l'énergie solaire. Malheureusement, les conditions météorologiques sont défavorables et ils doivent rebrousser chemin après 300 km parcourus. Cette expédition constitue néanmoins la première navigation polaire solaire de l'histoire.
En 2020, le 25 août à Payerne en Suisse, il réalise depuis l'avion solaire SolarStratos  HB-SXA, le premier saut d'un avion électrique et la première chute libre solaire de l'histoire. Il chute de plusieurs centaines de mètres et atteint la vitesse de 170km/h. Entre le 23 et le 25 septembre il réalise avec un avion Pipistrel Velis la descente des Alpes du sud de Lausanne en Suisse à Aix-en-Provence en France en avion électrique avec l'équipe de l'Elektropostal dont il est le cofondateur et un des pilotes.
En 2021, il est le pilote du premier vol en avion électrique d'un chef d’État. le 14 septembre 2021 il décolle avec un Pipistrel Velis128 opéré par l'Elektropostal de l'aéroport de Nice en France avec S.A.S. le Prince Albert II à bord et réalise un survol de la principauté de Monaco. Le vol dure 30 minutes a une altitude maximum de 900 pieds.
Le 18 juin 2022, Raphaël Domjan décolle avec son avion solaire HB-SXA de l'aéroport de Sion en Suisse avec à son bord l'aventurière Géraldine Fasnacht. Elle saute de SolarStratos à plus de 9 000 pieds au dessus des Alpes Suisse et réalise ainsi le premier vol en wingsuit depuis un avion électrique et solaire Elle se pose dans le village de Verbier en Suisse a plus de 1 000 mètres d'altitude. 
En avril 2025, il amène un bateau solaire d'occasion le « MS PlanetSolar II » sur le lac Titicaca à 3'810 mètres d'altitude. Plus haut lac navigable du monde. Ce bateau servira les scientifiques et les archéologues afin de le préserver des pollutions humaine et des changements climatiques.
Le 12 août 2025, il établit un record historique en devenant le pilote ayant volé le plus haut au monde en avion électrique et solaire, atteignant 9 521 mètres aux commandes de l’avion solaire SolarStratos HB-SXA.

## PlanetSolar
Après le premier tour du monde en bateau solaire, la Poste Monaco a émis un timbre-poste sur l'aventure PlanetSolar d'une valeur de 77 centimes Euros représentant PlanetSolar à Monaco,. 

## SolarStratos
Selon SolarSatros (en), Le projet poursuit le but de démontrer le potentiel de l'énergie solaire et de l'électricité permettent d'aller au-delà de ce qui est possible avec les modes de propulsion classique. L'avion SolarStratos est dévoilé au public et aux médias le 7 décembre 2016. Il réalise son vol inaugural le 5 mai 2017 à Payerne en Suisse. 
Raphaël Domjan réalise le 25 août 2020 à bord de SolarStratos le premier saut depuis un avion électrique et la première chute libre solaire de l'histoire.
Le 12 août 2025, au départ de Sion (Suisse), Raphaël Domjan hisse l’avion solaire HB-SXA à plus de 30 000 pieds — soit plus de 9 500 mètres. Ce vol marque le record absolu d’altitude pour un avion électrique et solaire habité. 
À terme, et après le vol stratosphérique, Raphaël Domjan et l'équipe de SolarStratos  désirent soutenir la transition énergétique, notamment en participant à l'électrification de l'aviation du futur.

## Publications
- Jaunin Roger, Domjan Raphaël (2010) - « PlanetSolar », Lausanne : Favre, 144 pp.
- Jaunin Roger, Domjan Raphaël (2012) - « PlanetSolar, Premier tour du monde à l’énergie solaire », Lausanne : Favre, 170 pp.
- Javet Raphaëlle, Domjan Raphaël (2018) - « Pionniers et aventuriers de l'énergie solaire », Lausanne : Favre, 136 pp.

## Filmographie
- À la poursuite du soleil (2012) - film-documentaire (52 minutes) réalisé par Olivier Vittel, produit par la Fondation PlanetSolar.
- SolarStratos "la naissance d'un rêve" (2021) - film documentaire (52 minutes) réalisé par Stéphane Chopard et Eric Beaufils et produit par Gédéon

## Conférences
- SolarStratos, Mission « To the edge of space »
- PlanetSolar, le premier tour du monde à l'énergie solaire de l'histoire
- Ecologie expérimental et solution optimiste.
- Partir de zéro et aller au succès[25]